# Lądowisko Szczecin-Szpital Kliniczny Pomorskiego Uniwersytetu Medycznego
Lądowisko Szczecin-Szpital Kliniczny Pomorskiego Uniwersytetu Medycznego – lądowisko sanitarne w Szczecinie, w województwie zachodniopomorskim, położone przy ul. Unii Lubelskiej 1. Przeznaczone jest do wykonywania startów i lądowań śmigłowców sanitarnych i ratowniczych w dzień i w nocy o dopuszczalnej masie startowej do 5700 kg.
Zarządzającym lądowiskiem jest Samodzielny Publiczny Szpital Kliniczny Nr 1 im. prof. Tadeusza Sokołowskiego Pomorskiego Uniwersytetu Medycznego w Szczecinie. W obecnej lokalizacji lądowisko znajduje się od 2010 r. - poprzednio znajdowało się kilkadziesiąt metrów dalej, po drugiej stronie  Wzgórza Napoleona.  W roku 2012 zostało wpisane do ewidencji lądowisk Urzędu Lotnictwa Cywilnego pod numerem 160
Koszt jego budowy wyniósł ok. 3,6 mln zł.